# Скалище
Скалище е село в Южна България. То се намира в община Кърджали, област Кърджали.

## География
Село Скалище се намира в Източни Родопи на десетина километра от Кърджали

## Население
Численост и дял на етническите групи според преброяването на населението през 2011 г.:
|                     | Численост | Дял (в %) |
| Общо                | 266       | 100,00    |
| Българи             | 0         | 0,00      |
| Турци               | 255       | 95,86     |
| Цигани              | 0         | 0,00      |
| Други               | 0         | 0,00      |
| Не се самоопределят | 0         | 0,00      |
| Неотговорили        | 4         | 1,50      |

## Културни и природни забележителности
В село Скалище се разказват множество легенди сред местните селяни за срещи с призраци. 
Историята за странните духове и призрачната сватба може да се чуят във всяка къща в селото. Случващото се в Скалище може да се приеме и като местно суеверие, но откритията на археолозите поднасят истинска изненада. Под повърхността на „прокълнатото място“ се крие средновековно село.
„Районът край Скалище е проучван от колегата Иван Балкански – разказва Даниела Коджаманова, уредник в Историческия музей. – Точно срещу останките от воденица, на левия бряг на реката, е локализирано средновековно селище. Направени са разкопки на църква от XII-XIV век и некропол около нея. Селото е свързано с близката крепост Мнеакос. Това е най-голямата средновековна крепост в Родопите. От византийските източници знаем, че в нея е бил разположен основният гарнизон на областта Ахридос. Край Скалище селището е локализирано, има следи от сгради, има много средновековна керамика.
То е изживяло своя разцвет след началото на XIII век, когато е основана средновековната тема (област) Ахридос като самостоятелна административна единица“, разказва Даниела Коджаманова.
Останките от селото не личат, зидовете на църквата са скрити от къпини, а хората от Скалище не са и чували за археологическите разкопки на Шайтан кая. Но продължават да разказват, че там и сега се появяват странни призраци.